# Bagnoli di Sopra
Bagnoli di Sopra – miejscowość i gmina we Włoszech, w regionie Wenecja Euganejska, w prowincji Padwa.
Według danych na rok 2004 gminę zamieszkiwały 3882 osoby, 114,2 os./km².